# Wiktorówko
Wiktorówko (prononciation : [viktɔˈrufkɔ]) est un  village polonais de la gmina de Łobżenica dans le powiat de Piła de la voïvodie de Grande-Pologne dans le centre-ouest de la Pologne.
Il se situe à environ 4 kilomètres à l'ouest de Łobżenica (siège de la gmina), 34 kilomètres au nord-est de Piła (siège du powiat), et à 99 kilomètres au nord de Poznań (capitale de la Grande-Pologne).

## Histoire
De 1975 à 1998, le village faisait partie du territoire de la voïvodie de Piła.

Depuis 1999, Wiktorówko est situé dans la voïvodie de Grande-Pologne.
Le village possède une population de 482 habitants en 2012.